# Полярна акула антарктична
Полярна акула антарктична (Somniosus antarcticus) — акула з роду Полярна акула родини Полярні акули. Інша назва «південна полярна акула».

## Опис
Загальна довжина досягає 4,38 см (самець), самиця трохи менше — 4,3 м. Голова невелика. Очі середнього розміру. Рот великий, довгий. У неї 5 пар коротких зябрових щілин. Тулуб валькуватий. Осьовий скелет становить 30-31 хребців. Грудні плавці невеликі. Кількість витків шлункового клапана становить 36-41, зазвичай 39. Має 2 спинних плавця, відстань між якими становить близько 80% від відстані між кінчиком рила і зябрами. Перший спинний плавець трохи більше заднього спинного плавця. Хвіст поступово звужуються Хвостовий плавець має більш розвинену верхню лопать.

## Спосіб життя
Тримається на глибині від 485 до 1150, біля дна на континентальному і острівному шельфі та у верхній частині. Живиться у бентопелагічній зоні. Живиться головоногими молюсками, донними костистими рибами, птахами.
Це яйцеживородна акула. Стосовно процесу парування та розмноження замало відомостей, на думку дослідних має багато схожого з ґренландською акулою.
Не становить небезпеки для людини.

## Розповсюдження
Мешкає в південній частині Тихого, Індійського та Атлантичного океанів біля узбережжя Австралії, Нової Зеландії та ПАР.